# Gazon du Faing

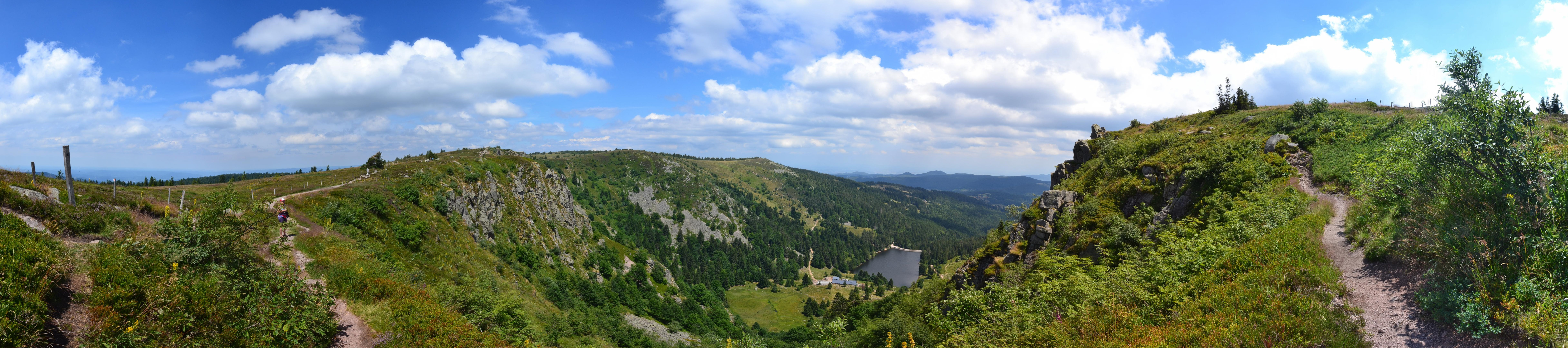
Gezicht op het Lac Blanc

De Gazon du Faing is met 1306 meter hoogte een van de hogere toppen van de Vogezen in Frankrijk. Hij ligt op de grens van de Elzas (departement Haut-Rhin) en Lotharingen (departement Vogezen). De Route des Crêtes, die in de richting noord-zuid alle hoogten van het massief van de Vogezen met elkaar verbindt, loopt langs de berg, en vandaaruit kan men via de wandelroute GR5 een uitstapje over de berg maken. De top van de berg is het natuurreservaat Nationaal natuurreservaat Tanet-Gazon du Faing, met een bijzonder landschap door de veen-bodem ("faing" is lokale term voor "veen").